# جيورجوس سيجالاس
جيورجوس سيجالاس (باليونانية: Γιώργος Σιγάλας)‏ مواليد 31 يوليو 1971 في بيريستيري، هو مدرب كرة سلة يوناني ولاعب سابق. بدأ مسيرته الاحترافية في سنة 1988. يبلغ طوله 6 قدم 7 بوصة (2.0 م). مثّل منتخب بلاده. شارك في دورة الألعاب الأولمبية الصيفية سنة 1996. اعتزل اللعب في 2007.

## المسيرة الاحترافية
لعب مع أولمبياكوس في موسم 1988–1989، ثم لعب مع أولمبيا ميلانو في الدوري الإيطالي في موسم 1997–1998، ثم لعب مع أريس من سنة 1998 إلى 2000، ثم لعب مع غرناطة في موسم 2002–2003، ثم لعب مع فيولا ريدجو كالابريا في الدوري الإيطالي في سنة 2003، ثم لعب مع ماكدونيكوس في موسم 2003–2004، ثم لعب مع بانيونيس في موسم 2004–2005.

## الإنجازات
- الدوري اليوناني لكرة السلة : (1993–1997)
- كأس اليونان لكرة السلة : (1994، 1997)
- الدوري الأوروبي لكرة السلة : (1997)

## روابط خارجية
- جيورجوس سيجالاس على موقع الاتحاد الدولي لكرة السلة (الإنجليزية)
- جيورجوس سيجالاس على موقع الدوري الأوروبي لكرة السلة (الإنجليزية)
- جيورجوس سيجالاس على موقع الدوري الإسباني لكرة السلة (الإسبانية)
- جيورجوس سيجالاس على موقع كرة السلة الأوروبية.كوم (الإنجليزية)
- جيورجوس سيجالاس على موقع DraftExpress.com (الإنجليزية)
- جيورجوس سيجالاس على موقع ريلجم (الإنجليزية)
- جيورجوس سيجالاس على موقع بروبوليرز (الإنجليزية)
- جيورجوس سيجالاس على موقع سبورتس رفرنس (الإنجليزية)
- جيورجوس سيجالاس على موقع أوليمبيديا (الإنجليزية)